# Хуан Франсіско де Відаль
Хуан Франсіско де Відаль (ісп. Juan Francisco de Vidal; 2 квітня 1800, Ліма, — 23 вересня 1863, Ліма) — перуанський військовий і політичний діяч. Був прихильником незалежності, брав активну участь у Війні за незалежність Перу, надалі брав участь в становленні молодої республіки. Обіймав посаду президента Перу протягом короткого періоду в 1842—1843 роках.